# Metaldehído
El Metaldehído es un compuesto químico usado comúnmente como pesticida contra babosas, caracoles,  y otros gastrópodos. El Metaldehído es un tetrámero cíclico de acetaldehído.

## Como pesticida
Este producto se comercializa bajo diversos nombres comerciales como molusquicida, incluyendo  Antimilice, Ariotox, Cekumeta, Deadline, Halizan, Limatox, Limeol, Meta, Metason, Mifaslug, Namekil, Slug Fest Colloidel 25, y Slugit. Típicamente se aplica en forma de pelotitas de babosa, las que normalmente incluyen un cebo de trigo.

## Acción tóxica
El Metaldehído actúa sobre la plaga por contacto o ingestión, dentro del cuerpo, el ácido probablemente se convierte en acetaldehído, la molécula asociada con una resaca alcohólica, esto tiene un fuerte efecto sobre el sistema nervioso del organismo plaga que termina con su muerte.

## Otros usos
También se utiliza como combustible de campaña. Puede comprarse en forma de tabletas para usar en pequeñas estufas y para el precalentamiento de estufas de tipo Primus. Es vendido bajo el nombre de comercial de "META" por Lonza Group de Suiza.
Este compuesto ha sido usado en experimentos de  siembras de nubes, tal como en un proyecto llamado “Experimental Seeding Tests", patrocinado por la National Science Foundation en la Universidad de Utah.  El experimento fue realizado durante 1981-1982 y su propósito era comparar el metaldehído y el yoduro de plata en pruebas de siembra de nubes por avión en estratos superfríos  Archivado el 17 de mayo de 2008 en Wayback Machine..

## Seguridad
Metaldehído está clasificado como un pesticida ‘de riesgo moderado’ por la Organización Mundial de la Salud y es tóxico a todos los animales que lo ingieren en grandes cantidades. El Metaldehído es altamente tóxico por inhalación, moderadamente tóxico por ingestión, y levemente  tóxico por absorción dérmica. 
El metaldehído no es carcinógeno.